# Aspen Center for Physics

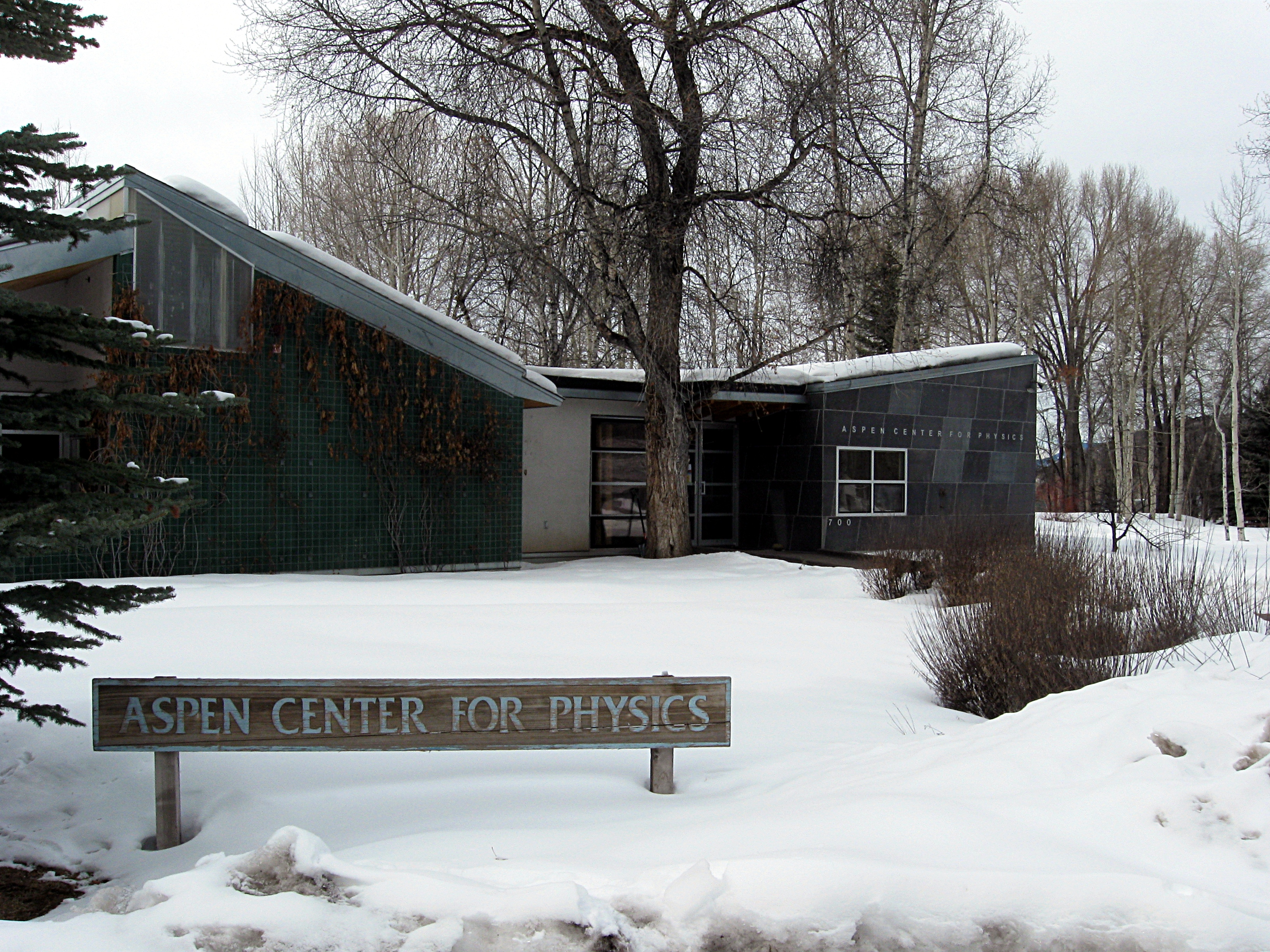
Das Aspen Center for Physics

Das Aspen Center for Physics (ACP) ist eine Forschungseinrichtung für Physik mit Sitz in Aspen, Colorado, im Herzen der Rocky Mountains. Das Zentrum hat die Funktion den Dialog zwischen Physikern, die in der Forschung tätig sind, zu fördern. Dazu werden Konferenzen und Workshops organisiert.
Das ACP ist eine gemeinnützige Organisation, die von Physikern für Physiker geschaffen wurde. Gegründet wurde das Center 1962 vom Physiker George Stranahan, von Michael Cohen von der University of Pennsylvania und von Robert W. Craig, dem damaligen Direktor des Aspen Institutes. Die Idee kam Strahnahan, einem ehemaligen Brauereibesitzer, als er in Aspen seine Dissertation schrieb.
Finanziert wird das Aspen Center for Physics vor allem von der National Science Foundation. Das Zentrum hat nur eine schlanke Verwaltung und wird von einem ehrenamtlichen Vorstand von 80 Mitgliedern und einem neunköpfigen Kuratorium geführt.

## Geschichte
1961 machten zwei Physiker, George Stranahan vom Carnegie Institute of Technology and Michael Cohen of the University of Pennsylvania, dem Aspen Institute den Vorschlag, ein einzigartiges Forschungscenter für Physiker für die Sommersaison zu schaffen. Es sollte ein freizügiger Raum für wissenschaftliche Arbeit sein, wo Physiker losgelöst von ihren üblichen Aufgaben und Verantwortlichkeiten ungezwungen forschen könnten. Der damalige Leiter des Aspen Institutes war von der Idee sofort begeistert, zumal die Mission seines Institutes darin besteht, Wissenschaft und Humanismus im Geiste Goethes zu verbinden. Auf einem Grundstück des Aspen Institutes, im Westend der Stadt Aspen, wurde ein erstes Gebäude errichtet und 1962 eröffnet. In wenigen Jahren hatte das APC weltweites Ansehen erlangt und 1968 wurde es eine unabhängige gemeinnützige Organisation.

## Programme
Das ACP bietet Programme für Physiker und für die interessierte Öffentlichkeit.
Das Sommerprogramm für Physiker von Mitte Mai bis Mitte September ist eher unstrukturiert und ermöglicht individuelles Forschen und die Zusammenarbeit in kleinen Gruppen. Im Winterprogramm von Januar bis März gibt es zahlreiche Konferenzen und Seminare. Die Teilnehmer kommen aus allen Gebieten der Physik, es sind Professoren, Forscher, theoretische Physiker und Experimentalphysiker dabei. Über 10.000 Physiker aus 65 Ländern waren bereits im ACP und mehr als 50 % aller Nobelpreisträger der Physik der letzten Jahre haben hier mitgemacht.
Für die interessierte Öffentlichkeit werden im Sommer wie im Winter frei zugängliche Vorlesungen abgehalten. Es werden Gesprächsrunden und Diskussionen veranstaltet, auch verbunden mit Picknicks im Grünen. Es gibt Events für Kinder und Betreuungsprogramme für High School Studenten. Das Physics Cafe ermöglicht im Winter auch individuelle Gespräche mit Physikern.
Außerhalb der Saison (also von April bis Mitte Mai und von Mitte September bis Dezember) können die Tagungsräume für Veranstaltungen gemietet werden.

## Die Anlage
Die Anlage besteht aus drei niedrigen, langgestreckten Gebäuden im Bauhausstil auf einem Grundstück von über 17.000 Quadratmeter und das in Gehweite vom Zentrum von Aspen. Es gibt ein Auditorium für 100 Hörer und einen Seminarraum für 40 Teilnehmer. Kleinere Besprechungs- und Pausenräume, 43 spartanische Doppelbüros für die Forscher und eine Bibliothek runden das Raumangebot ab. Im großzügigen Innenhof gibt es Sitzgelegenheiten und einen Picknick- bzw. Grillbereich. „Keine kilometerlangen Teilchenbeschleuniger, keine millionenschwere Experimente, keine hallenfüllenden Computercluster: und doch eines der großen Mekkas der Physik.“